# Нага (самоврядна зона)
Нага (бірм. နာဂ ကိုယ်ပိုင် အုပ်ချုပ် ခွင့် ရ ဒေသ nàɡa̰ kòbàɪɴ ʔoʊʔtɕʰoʊʔ kʰwɪ̰ɴja̰ dèθa̰) — самоврядна зона в області Сікайн М'янми, де проживає однойменна народність нага. Самоврядна зона ділиться на 3 повіти. Створена в 2008 році.